# Зої Кравітц
Зої Ізабелла Кравітц (англ. Zoë Isabella Kravitz; нар. 1 грудня 1988, Лос-Анджелес, Каліфорнія) — американська акторка, співачка та модель.

## Життєпис

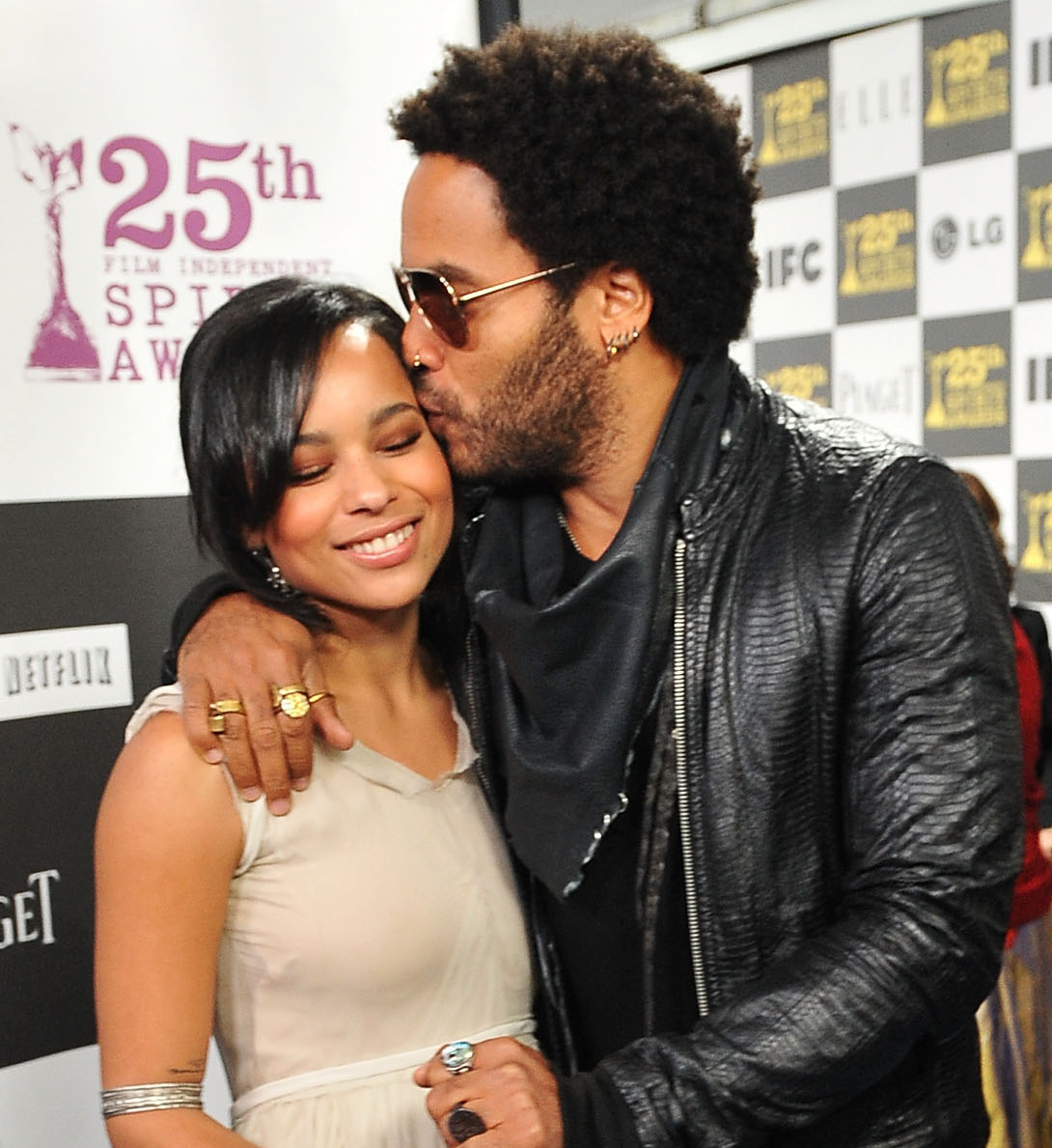
Кравітц зі своїм батьком Ленні в березні 2010 року.

Народилася 1 грудня 1988 року в Лос-Анджелесі в сім'ї музиканта Ленні Кравітца та акторки Лізи Боне. Її бабуся за батьківською лінією Роксі Рокер — афроамериканка, яка виросла на Багамах і пов'язала своє життя зі сценою та тележурналістикою. Її дід за материнською лінією теж має африканське коріння, а прадід за лінією батька народився в Україні в єврейській родині. Сама Зої Кравітц дотримується юдаїзму.
Коли Зої Кравітц виповнилося три роки, батько присвятив їй композицію «Flowers for Zoe». Через два роки її батьки розлучилися і вона залишилася з матір'ю. В одинадцять років Зої вирішила переїхати в будинок батька, з матір'ю вона бачилась тільки під час літніх канікул.
2007-го, закінчивши школу на Мангеттені, Зої вступила до Університету Нью-Йорка, але за рік переїхала до Брукліна, щоб працювати над своїми першими кінематографічними проектами. 
Того ж року Зої дебютувала в ролі юної виховательки в романтичній картині «Смак життя», де зіграла на одному майданчику з Кетрін Зета-Джонс і Аароном Екгартом. Також вона зіграла повію в молодіжному трилері «Відважна» із Джоді Фостер у головній ролі. 
2008-го Зої Кравітц з'явилася в кліпі Jay-Z на музичну композицію «I Know», а потім взяла участь у зйомках ролика «We Are The Ones» на підтримку кандидата в президенти США Барака Обами. Вона також знялася в драмі про будні неблагополучної сім'ї «Птахи Америки» і в незалежній картині «Найкращий», прем'єра якої відбулася на кінофестивалі Санденс 2009 року. 
2011 року Зої Кравітц зіграла головну роль сімнадцятирічної дівчини Світнесс О'Хара в дебютній режисерській роботі Вікторії Махоні «Крик в небеса». Того ж року вийшов фантастичний бойовик Меттью Вона «Люди Ікс: Перший клас», в якому Зої виконала роль Ангела — дівчини, що володіє надлюдськими здібностями.
Зої Кравітц брала участь і в телевізійних проектах. Вона з'явилася в шести епізодах комедійного серіалу «Секс і Каліфорнія», зігравши розкуту виконавицю на прізвисько Перлина. 
З 2013 року за участю Зої виходить велика кількість фільмів, серед яких «Земля після нашої ери», «Дивергент», «Внутрішня дорога», «Гарне вбивство», «Інсургент» та четвертий фільм популярної франшизи «Шалений Макс: Дорога гніву».
Зої Кравітц також відома в модельному бізнесі. Вона з'являлася на обкладинках відомих журналів, стала обличчям аромату «Princess» від Віри Вонг 2009 року і взяла участь у рекламній кампанії дизайнера Олександра Вонга. 2009-го Зої Кравітц заснувала музичний гурт «Elevator Fight», з яким вона виступила на фестивалі South by Southwest. 
Про свого батька, відомого музиканта Ленні Кравітца, акторка говорить так: «Мати відомих батьків – свого роду обосічний меч. Це надало мені чудові можливості, але люди також люблять обламувати вас через це, говорячи, що завдяки цьому ви все й маєте».

## Особисте життя

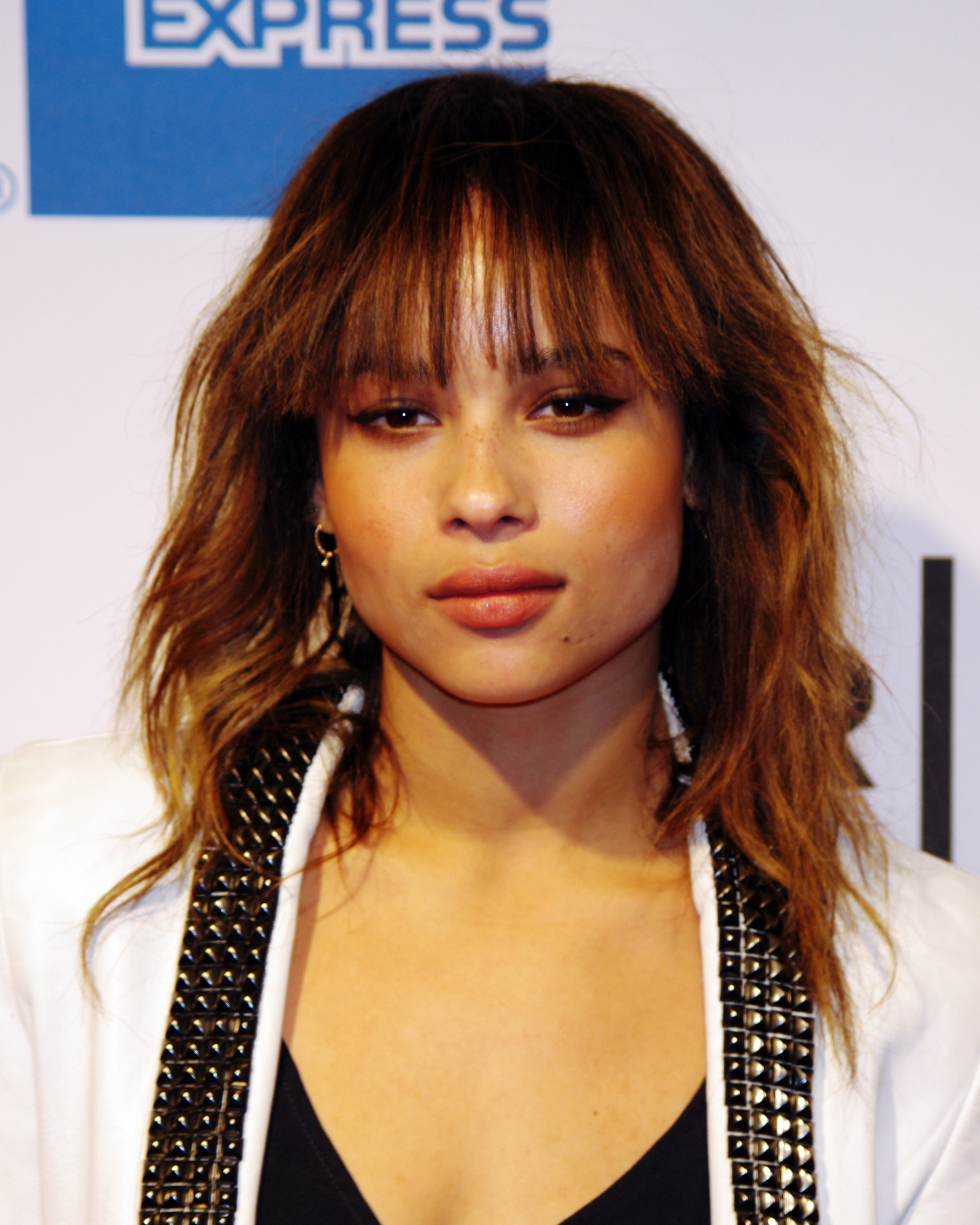
Зої 2011 року

Кравітц мешкає у Вільямсбурзі, Бруклін. Коли Зої Кравітц виповнилося три роки, батько присвятив їй композицію «Flowers for Zoe». 
Вона недовго зустрічалася з Езрою Міллером під час зйомок у серіалі «Бережись гонзо». 
З 2011 по 2013 рік вона зустрічалася з актором Пеном Беджлі, зіркою серіалу «Пліткарка». До цього її пов'язували тісні стосунки з Ендрю Ванвінгарденом, фронтменом гурту «MGMT» та акторами Беном Фостером і Майклом Фассбендером.
У 2016 році Кравіц зав'язала стосунки з актором Карлом Ґлусманом. Вони заручилися в лютому 2018 року й одружилися в будинку батька Кравіца в Парижі 29 червня 2019 року. У грудні 2020 року Кравіц подала на розлучення, яке було завершено в серпні 2021 року.
У 2021 році вона почала зустрічатися з актором Ченнінгом Тейтумом. Повідомлялось, що Тейтум і Кравіц заручилися у 2023 році. У жовтні 2024 року стало відомо, що вони розійшлися.

## Фільмографія

### Фільми
| Рік  | Назва                                     | Роль                      | Примітки                     |
| ---- | ----------------------------------------- | ------------------------- | ---------------------------- |
| 2007 | Смак життя                                | Шарлотта                  |                              |
| 2007 | Відважна                                  | Хлоя                      |                              |
| 2008 | Вбивство шкільного президента             | Валері Торрес             |                              |
| 2008 | Птахи Америки                             | Джилліан Танагер          |                              |
| 2009 | Найкращий                                 | Ешлі                      |                              |
| 2010 | Дванадцять                                | Габбі                     |                              |
| 2010 | Пам'ятай про Гонзо                        | Іві Воллес                |                              |
| 2010 | Це дуже цікава історія                    | Ніа                       |                              |
| 2011 | Крик в небо                               | Світнесс О'Хара           |                              |
| 2011 | Люди Ікс: Перший клас                     | Енджел Сальвадор          |                              |
| 2013 | Хлопчик, який пахне як риба               | Лаура                     |                              |
| 2013 | Земля після нашої ери                     | Сенші Рейдж               |                              |
| 2014 | Дивергент                                 | Крістіна                  |                              |
| 2014 | Люди Ікс: Дні минулого майбутнього        | Енджел Сальвадор          | архівні знімки               |
| 2014 | Pretend We're Kissing                     | Отом                      |                              |
| 2014 | Внутрішня дорога                          | Мері                      |                              |
| 2014 | Хороше вбивство                           | Вера Суарес               |                              |
| 2015 | Наркотик                                  | Накія                     |                              |
| 2015 | Інсургент                                 | Крістіна                  |                              |
| 2015 | Шалений Макс: Дорога гніву                | Тост                      |                              |
| 2016 | Too Legit                                 | Саллі                     | короткометражний             |
| 2016 | Аллегіант                                 | Крістіна                  |                              |
| 2016 | Вінсент і Роксі                           | Роксі                     |                              |
| 2016 | Аладдін Адама Ґріна                       | Старий шахтар             |                              |
| 2016 | Фантастичні звірі і де їх шукати          | Лета Лестранж             | камео на фото                |
| 2017 | Lego Фільм: Бетмен                        | Селіна Кайл / Жінка-кішка | озвучення                    |
| 2017 | Близнюки                                  | Гізер Андерсон            |                              |
| 2017 | Розваги дорослих дівчат                   | Блер                      |                              |
| 2018 | Рідня                                     | Міллі                     |                              |
| 2018 | Фантастичні звірі: Злочини Ґріндельвальда | Лета Лестранж             |                              |
| 2018 | Людина-павук: Навколо всесвіту            | Мері Джейн Вотсон         | озвучення                    |
| 2020 | Вієна і Фантоми                           | Мідж                      |                              |
| 2022 | Кімі                                      | Кімі                      |                              |
| 2022 | Бетмен                                    | Селіна Кайл / Жінка-кішка |                              |
| 2024 | Кліпни двічі                              | стюардеса                 | режисер, сценарист, продюсер |
| 2025 | Спійманий на крадіжці                     | Івонн                     |                              |
| 2026 | Як пограбувати банк                       |                           |                              |

### Телебачення
| Рік       | Назва                             | Роль              | Примітки                        |
| --------- | --------------------------------- | ----------------- | ------------------------------- |
| 2011      | Секс і Каліфорнія                 | Перл              | 8 епізодів                      |
| 2016      | Портландія                        | Кендалл           | Епізод: «Breaking Up»           |
| 2017—2019 | Велика маленька брехня            | Бонні Карлсон     | 14 епізодів, головна роль       |
| 2020      | Меломанка                         | Робін «Роб» Брукс | 10 епізодів, головна роль       |
| 2020      | A World of Calm                   | оповідачка        | Епізод: «The Glassmaker»        |
| 2022      | Суботнього вечора в прямому ефірі | гість             | Епізод: «Zoë Kravitz / Rosalía» |
| 2025      | Студія                            | гість             | 3 епізоди                       |

### Музичні відео
| Рік  | Назва     | Виконавець           |
| ---- | --------- | -------------------- |
| 2008 | "I Know"  | Jay-Z                |
| 2020 | "Imagine" | Галь Гадот & Friends |